# Simon Kiprop
Simon Kiprop Tuitoek (5 november 1978) is een Keniaanse atleet, die gespecialiseerd is in de lange afstand.
In 2005 werd hij tweede bij de 25 km van Berlijn in 1:13.52. Slechts een seconde achter zijn landgenoot Luke Kibet. Zijn persoonlijk record op de marathon van 2:11.05 liep hij in 2010 bij de marathon van Nairobi. Hij finishte als vierde bij deze wedstrijd.
In Nederland is hij geen onbekende. Zo behaalde hij podiumplaatsen bij de  Stadsloop Appingedam, halve marathon van Egmond, Zeebodemloop en  Zwitserloot Dak Run. In 2003 won hij de halve marathon van Zwolle en in 2002 werd hij tweede bij deze wedstrijd.

## Persoonlijke records
Baan
| Onderdeel | Prestatie | Datum       | Plaats  |
| --------- | --------- | ----------- | ------- |
| 3000 m    | 7.49,11   | 4 juni 2004 | Torino  |
| 10.000 m  | 28.51,24  | 8 juni 2004 | Ostrava |

Weg
| Onderdeel      | Prestatie | Datum           | Plaats   |
| -------------- | --------- | --------------- | -------- |
| halve marathon | 1:01.53   | 19 maart 2005   | Azpeitia |
| 25 km          | 1:13.52   | 8 mei 2005      | Berlijn  |
| marathon       | 2:12.15   | 31 oktober 2010 | Nairobi  |

## Palmares

### 3000 m
- 2000: 5e Rhede International Meeting - 8.20,18

### 10.000 m
- 2001:  Kencell Meeting in Eldoret - 29.49,0
- 2004: 4e Athletics Kenya Sixth Weekend Meeting in Eldoret - 29.17,0

### 10 km
- 2001: 5e Van Den Bergloop in Heinenoord - 29.08
- 2001:  Stadsloop Appingedam - 29.52,5
- 2002: 5e Ratinger Silvesterlauf in Ratingen - 29.35
- 2002:  Zwitserloot Dak Run in Groesbeek - 28.57
- 2002:  Stadloop Appingedam - 29.34,5
- 2003:  Zwitserloot Dak Run in Groesbeek - 29.25,8
- 2003:  Stadsloop Appingedam - 29.03,0

### 15 km
- 2003:  Van Bank tot Bank Loop in Heerde - 44.59

### 10 Eng. mijl
- 2001: 5e Tilburg Ten Miles - 46.48
- 2003:  Lelystad Zeebodemloop - 49.48
- 2003:  Deep Hell Run - 49.10
- 2005:  Dieci Miglia del Garda - 48.30

### halve marathon
- 2002: 5e halve marathon van Best - 1:04.42
- 2002:  halve marathon van Zwolle - 1:02.58
- 2003: 4e halve marathon van Egmond - 1:05.39
- 2003:  halve marathon van Zwolle - 1:04.00
- 2005:  halve marathon van Coamo - 1:04.11
- 2005:  halve marathon van Azpeitia - 1:01.53
- 2005: 5e halve marathon van Praag - 1:03.28
- 2005:  halve marathon van Philadelphia - 1:02.34
- 2005:  halve marathon van Nairobi - 1:02.15
- 2006:  halve marathon van Coamo - 1:04.58

### 25 km
- 2005:  25 km van Berlijn - 1:13.52

### marathon
- 2008: 5e marathon van Xiamen - 2:13.29
- 2010:  marathon van Helsinki - 2:26.06
- 2010: 4e marathon van Nairobi - 2:12.15
- 2011:  marathon van Nairobi - 2:11.05

### veldlopen
- 2002:  Internationale Geminicross in Breda - 34.23
- 2002:  Sylvestercross in Soest - 35.43,8
- 2004: 5e Keniaanse kamp. in Nairobi - 35.45
- 2004: 27e WK in Brussel - 37.54
- 2005:  Discovery Crosscountry in Eldoret - 37.02
- 2006:  Discovery Crosscountry in Eldoret - 37.49
- 2006:  Keniaanse WK Trials in Nairobi - 39.29
- 2006: 58e WK in Fukuoka - 38.04